# Republika Środkowoafrykańska na Mistrzostwach Świata w Lekkoatletyce 2015
Republika Środkowoafrykańska na Mistrzostwach Świata w Lekkoatletyce 2015 – reprezentacja Republiki Środkowoafrykańskiej podczas Mistrzostw Świata w Pekinie liczyła 1 zawodnika, który nie zdobył medalu.

## Występy reprezentantów Republiki Środkowoafrykańskiej
| Konkurencja            | Zawodnik              | Eliminacje | Eliminacje | Runda 1  | Runda 1 | Półfinał | Półfinał | Finał    | Finał   |
| Konkurencja            | Zawodnik              | Rezultat   | Pozycja    | Rezultat | Pozycja | Rezultat | Pozycja  | Rezultat | Pozycja |
| ---------------------- | --------------------- | ---------- | ---------- | -------- | ------- | -------- | -------- | -------- | ------- |
| Bieg na 100 m mężczyzn | Béranger-Aymard Bossé | DSQ        | DSQ        | NQ       | NQ      | NQ       | NQ       | NQ       | NQ      |